# Kátov
Kátov je obec v okrese Skalica v Trnavském kraji na západním Slovensku. Obec se rozkládá na ploše 4,27 km² v nadmořské výšce 163 metrů. Žije v ní 624 obyvatel.
První písemná zmínka o vesnici pochází z roku 1452. V obci je římskokatolický kostel svatého Imricha. Do správního území zasahuje přírodní památka Kátovské rameno.